# Октябрьский район (Иваново)
Октя́брьский райо́н — внутригородской район города Иваново.

## История
Образован с введением в мае 1936 года административного деления города на районы. Первоначально назывался Сталинский, затем в 1961 году переименован в Октябрьский. Назван в честь Октябрьской революции. В 1979 году восточная часть территории района, расположенная на левом берегу реки Талки, отошла к Советскому району.

## География
Район занимает центральную и северную часть города. От Фрунзенского и Ленинского районов его отделяет река Уводь. Граница с Советским районом проходит по реке Талке, железной дороге и Шереметевскому проспекту (ранее Проспект Фридриха Энгельса). В состав района входит местечко Фряньково.

## Экономика
На территории района располагается ряд крупных предприятий: машиностроительная компания «Кранэкс», машиностроительный завод «Ивэнергомаш», производитель текстильного оборудования «ИвтекМАШ», ОАО «Ивэнерго», мукомольный комбинат «Зернопродукт», ТРЦ «Серебряный город», нефтебаза и многие другие.

## Социальная сфера
В Октябрьском районе расположена широкая сеть социально-культурных учреждений: школы, дошкольные и лечебные учреждения, библиотеки, музеи, кинотеатр «Современник». Много предприятий общественного питания, торговли, бытового обслуживания населения.

## Население
| 1939    | 1959     | 1970     | 1979     | 1989     | 2002    | 2009    |
| ------- | -------- | -------- | -------- | -------- | ------- | ------- |
| 52 132  | ↗120 868 | ↗136 220 | ↘110 720 | ↗111 598 | ↘93 341 | ↘85 181 |
| 2010    | 2012     | 2013     | 2014     | 2015     | 2016    | 2017    |
| ↗87 870 | ↗87 929  | ↘87 774  | ↗88 098  | ↘87 650  | ↘87 469 | ↘87 298 |
| 2018    | 2019     | 2020     | 2021     |          |         |         |
| ↘86 730 | ↘86 298  | ↘85 710  | ↘76 972  |          |         |         |